# Wilfried Huber
Wilfried Huber (Brunico, 15 de noviembre de 1970) es un deportista italiano que compitió en luge en las modalidades individual y doble. Sus hermanos Arnold y Norbert también compitieron en luge, y Günther en bobsleigh.
Participó en seis Juegos Olímpicos de Invierno, entre los años 1988 y 2006, obteniendo una medalla de oro en Lillehammer 1994, en la prueba doble (junto con Kurt Brugger), el quinto lugar en Albertville 1992 y el quinto en Nagano 1998.
Ganó siete medallas en el Campeonato Mundial de Luge entre los años 1990 y 1997, y cinco medallas en el Campeonato Europeo de Luge entre los años 1992 y 1998.

## Palmarés internacional
| Juegos Olímpicos   | Juegos Olímpicos      | Juegos Olímpicos  | Juegos Olímpicos |
| Año                | Lugar                 | Medalla           | Prueba           |
| ------------------ | --------------------- | ----------------- | ---------------- |
| 1994               | Lillehammer (Noruega) | Medalla de oro    | Doble            |
| Campeonato Mundial |                       |                   |                  |
| Año                | Lugar                 | Medalla           | Prueba           |
| 1990               | Calgary (Canadá)      | Medalla de plata  | Doble            |
| 1993               | Calgary (Canadá)      | Medalla de bronce | Individual       |
| 1993               | Calgary (Canadá)      | Medalla de bronce | Doble            |
| 1993               | Calgary (Canadá)      | Medalla de bronce | Equipo           |
| 1995               | Lillehammer (Noruega) | Medalla de plata  | Equipo           |
| 1995               | Lillehammer (Noruega) | Medalla de bronce | Doble            |
| 1997               | Igls (Austria)        | Medalla de bronce | Equipo           |
| Campeonato Europeo |                       |                   |                  |
| Año                | Lugar                 | Medalla           | Prueba           |
| 1992               | Winterberg (Alemania) | Medalla de plata  | Doble            |
| 1994               | Königssee (Alemania)  | Medalla de oro    | Equipo           |
| 1994               | Königssee (Alemania)  | Medalla de plata  | Doble            |
| 1996               | Sigulda (Letonia)     | Medalla de bronce | Equipo           |
| 1998               | Oberhof (Alemania)    | Medalla de plata  | Equipo           |